# Pawłowskaja (Kraj Krasnodarski)
Pawłowskaja (ros. Павловская) – stanica w Rosji, w Kraju Krasnodarskim, ośrodek administracyjny rejonu pawłowskiego. W 2010 liczyła 31 327 mieszkańców.